# おおいぬ座オミクロン2星
おおいぬ座ο2星（おおいぬざオミクロン2せい、ο2 CMa / ο2 Canis Majoris）は、おおいぬ座の恒星で3等星。
知られている中で、最も光度が大きな恒星の1つである。核内で燃料として水素を使い終えた超巨星で、ヘリウムを炭素に融合する過程に入っている。この燃料を使い終わると、超新星爆発を起こすと考えられている。
地球から見て近隣におおいぬ座ο1星があるが、重力的な相互作用はない。しかし、2つの恒星は100光年以内の距離にある。